# Uddingston
Uddingston (Baile Udain in lingua gaelica scozzese) è una località della Scozia, situata nell'area di consiglio del Lanarkshire Meridionale.